# Ho fatto un sogno (Tananai, Madame e Rose Villain)
Ho fatto un sogno è un singolo dei cantanti italiani Tananai, Madame e Rose Villain, pubblicato il 26 aprile 2024.

## Descrizione
Il brano è scritto dai tre cantanti (nonché tifosi interisti), che hanno collaborato alla composizione con Davide Simonetta, in arte d.whale. È stato realizzato in occasione del ventesimo scudetto vinto dall'Inter nella stagione 2023-2024.

## Tracce
Testi di Alberto Cotta Ramusino, Francesca Calearo e Rosa Luini, musiche di Alberto Cotta Ramusino, Francesca Calearo, Rosa Luini e Davide Simonetta.
1. Ho fatto un sogno – 2:40

## Classifiche
| Classifica (2024) | Posizione massima |
| ----------------- | ----------------- |
| Italia            | 17                |